# 半田智久
半田 智久（はんだ もとひさ、1957年2月 - ）は、日本のリベラルアーティスト / 人文学者。東京都文京区千駄木出身、豊島区池袋育ち。

## 略歴
- 1982年　東京大学大学院人文科学研究科心理学専攻修士課程修了
- 1984年　株式会社PAOSパートナー
- 1987年　東京大学大学院人文科学研究科心理学専攻博士課程退学
- 1991年　株式会社インテルフォース代表取締役
- 1993年　信州大学 教養部専任講師、工学部助教授
- 1997年　宮城大学 事業構想学部教授
- 2004年　静岡大学 大学教育センター教授
- 2006年　早稲田大学 先端科学・健康医療融合機構客員教授(兼任)
- 2009年　お茶の水女子大学教育開発センター教授

## 著作
- 心理学ティータイム [共著]
- 知能のスーパーストリーム
- パースナリティ(ワードマップ ) 性格の正体
- 脳：心のプラットホーム
- 化学装置としての脳と心　リセプターと精神変容物質
- 知能環境論　頭脳を超えて知の泉へ
- 認知心理学事典 [共訳]
- 電子メディア時代の多重人格　欲望とテクノロジーの戦い
- 事業構想学入門 [共著]
- GPA制度の研究 — functional GPAに向けて
- 成績評価の厳正化とGPA活用の深化
- 構想力と想像力：心理学的研究叙説